# Tempel van Dionysos
De tempel van Dionysos in het oude Athene was een heiligdom voor de god Dionysos dat lag aan de voet van de zuidhelling van de Akropolis. De temenos (het heilige tempeldomein) omvatte in feite twee tempels, een oude en een nieuwe Dionysostempel.

## De oude tempel
De oude Dionysostempel werd gebouwd in de 6e eeuw v.Chr. als heiligdom voor het houten beeld (Oudgrieks: xoanon) van Dionysos dat afkomstig was uit Eleutherae. Dit was een plaats op de grens tussen Boeotië en Attica, die aansluiting had gezocht bij Attica. Als dank voor de aansluiting schonken de bewoners het beeld van Dionysos, die naar zijn plaats van herkomst Dionysos Eleuthereus werd genoemd. De tempel werd waarschijnlijk gebouwd in de tijd van Peisistratos. Enkele resten van de kalkstenen muren zijn nog over. Daaruit is op te maken dat het om een kleine tempel ging van ca. 12,5 × 8m. met een naos en een pronaos.
Jaarlijks werd een processie gehouden waarvoor het houten beeld van Dionysos Eleuthereus eerst werd overgebracht naar zijn tempel aan de weg naar de Akademeia en vervolgens in processie werd teruggebracht naar zijn tempel in het centrum van Athene.

## De nieuwe tempel
Bij de oude tempel vonden ook de theaterwedstrijden plaats die bij de Dionysia ter ere van Dionysos werden gehouden. Rond 420 v.Chr. werden de tempel en het Theater van Dionysos van elkaar gescheiden en werd ten zuiden van de oude tempel een nieuwe tempel voor Dionysos gebouwd van breccie. Ook dit was een vrij kleine tempel van 21 × 9,6 m. met een naos en een pronaos. In de tempel stond het chryselefantiene beeld van Dionysos dat was gemaakt door Alkamenes.
De schrijver Pausanias (1, 20) geeft een korte beschrijving van de twee tempels en de beelden, waarin hij ook vertelt dat er in de nieuwe tempel een schildering was van Dionysos die Hefaistos terugbrengt naar de hemel.

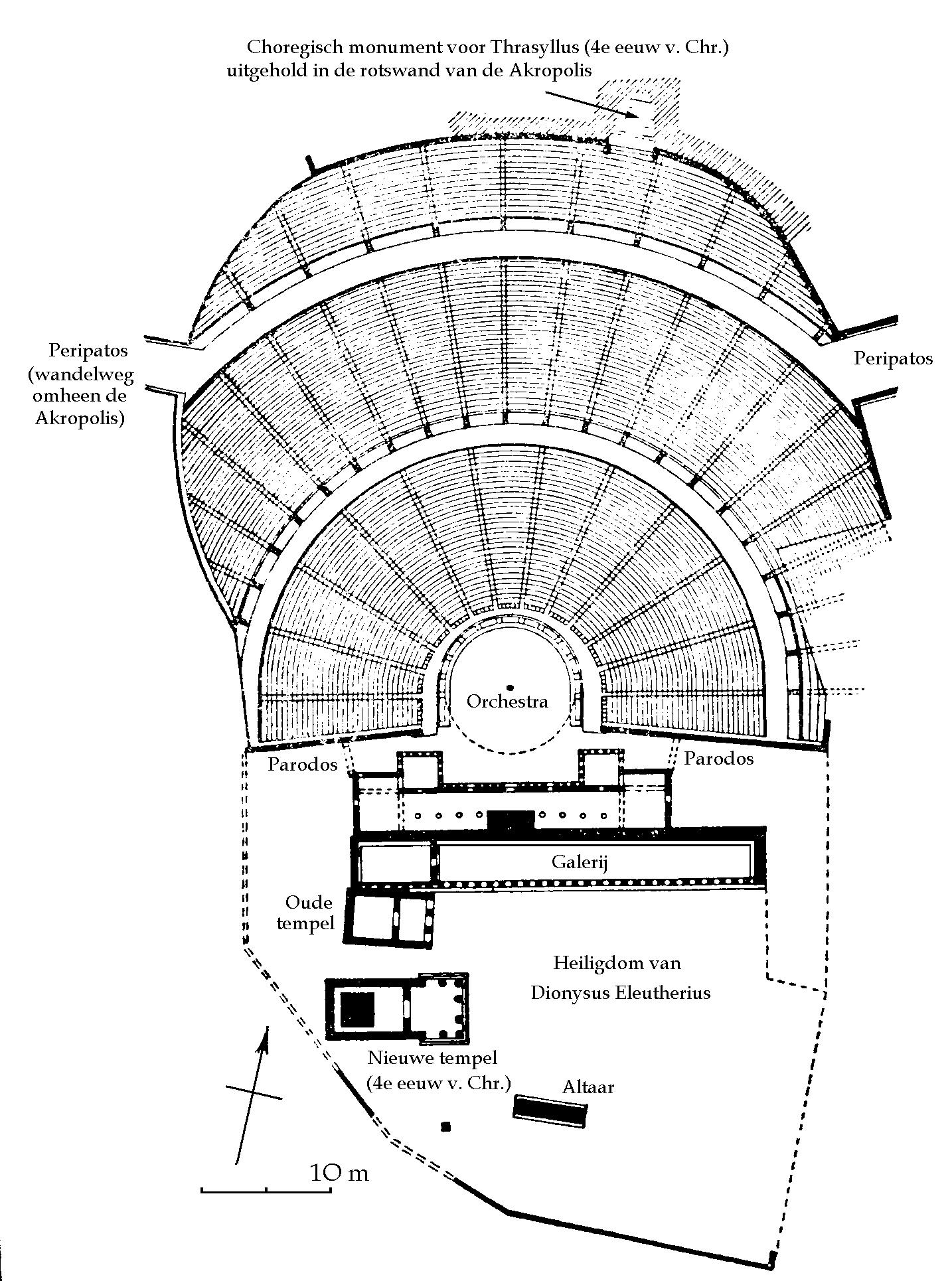
Plattegrond van de oude en nieuwe tempel bij het Dionysustheater